# Sardasht
Sardasht este un oraș din Iran.